# Ontherus brevicollis
Ontherus brevicollis là một loài bọ cánh cứng trong họ Bọ hung (Scarabaeidae).